# Bandwurmsatz
Bandwurmsatz ist eine scherzhafte, aber auch abwertende Bezeichnung für einen überaus langen zusammengesetzten Satz. Neutralere Bezeichnungen in Grammatik und Rhetorik für sehr komplexe Sätze sind Satzperiode oder (in einer etwas ungenauen Verwendung) Hypotaxe.
Beim Begriff des Bandwurmsatzes steht die schier endlose Länge und Vielteiligkeit eines komplexen Satzes im Vordergrund. Hingegen spricht man von einem Schachtelsatz, wenn ein Satz durch „gestapelte“ Einbettungen unübersichtlich und unverständlich wird, sogar ohne dass er dabei extrem lang werden muss.
Probleme der Textverständlichkeit durch zu komplexe Sätze sind notorisch unter anderem im Bereich der Rechts- und Verwaltungssprache. Berühmt ist das traditionelle Prinzip der französischen Rechtsprechung, dass ein Gerichtsurteil, einschließlich Begründung, in einem einzigen Satz zu formulieren sei, was regelmäßig nicht zu kurzen Urteilen, sondern zu überlangen Sätzen führte.
In künstlerischer Prosa können Bandwurmsätze andererseits für sprachspielerische, humoristische und auch ästhetische Effekte eingesetzt werden.

## Beispiele
- Bandwurmsatz mit 214 Wörtern in einer Kolumne in der NRZ vom 26. Februar 2015: Zu Besuch beim Hypotaxeur von Stephan Hermsen.[3]

- Roberto Bolaños Roman 2666 enthält in der Übersetzung von Christian Hansen einen Bandwurmsatz mit 2148 Wörtern (4 Doppelpunkte, 4 Gedankenstriche, 5 Klammern, 3 Auslassungspunkte und 307 Kommas).[4]